# Consolida camptocarpa
Consolida camptocarpa är en ranunkelväxtart som först beskrevs av Fisch., Amp; C. A. Mey. och Carl Friedrich von Ledebour, och fick sitt nu gällande namn av Sergej Arsenjevitj Nevskij. Consolida camptocarpa ingår i släktet åkerriddarsporrar, och familjen ranunkelväxter. Inga underarter finns listade i Catalogue of Life.